# Fehércsíkú szerecsenlepke
A fehércsíkú szerecsenlepke (Erebia ligea) a rovarok (Insecta) osztályának lepkék (Lepidoptera) rendjébe, ezen belül a tarkalepkefélék (Nymphalidae) családjába tartozó faj.

## Előfordulása
A fehércsíkú szerecsenlepke elterjedési területe Közép-, Dél- és Kelet-Európa. Közép- és Dél-Európa közép- és előhegységeiben, Skandináviában, az Alpok és a Kárpátok egész területén a Balkán-hegységig és Macedóniáig megtalálható. A skóciai Arran szigetről korábban jelzett előfordulása a mai napig nem bizonyított. Északon az alföldek lakója. Helyenként gyakori, máshol szórványos.

## Megjelenése
A fehércsíkú szerecsenlepke hímjének elülső szárnya 2,4–2,8 centiméter hosszú. A szárnyak alapszíne felül feketésbarna, széles narancsvörös harántsávokkal, melyekben az elülső szárnyon 3–4, többnyire fehér magvú szemfolt, a hátulsó szárnyon 3 kisebb, sötét színű szemfolt van. A nőstény általában kisebb termetű, szárnyai keskenyebbek, alapszíne világosbarna, a narancsvörös harántsávok pedig némileg világosabb árnyalatúak. A rokon fajoktól nehezen különböztethető meg.

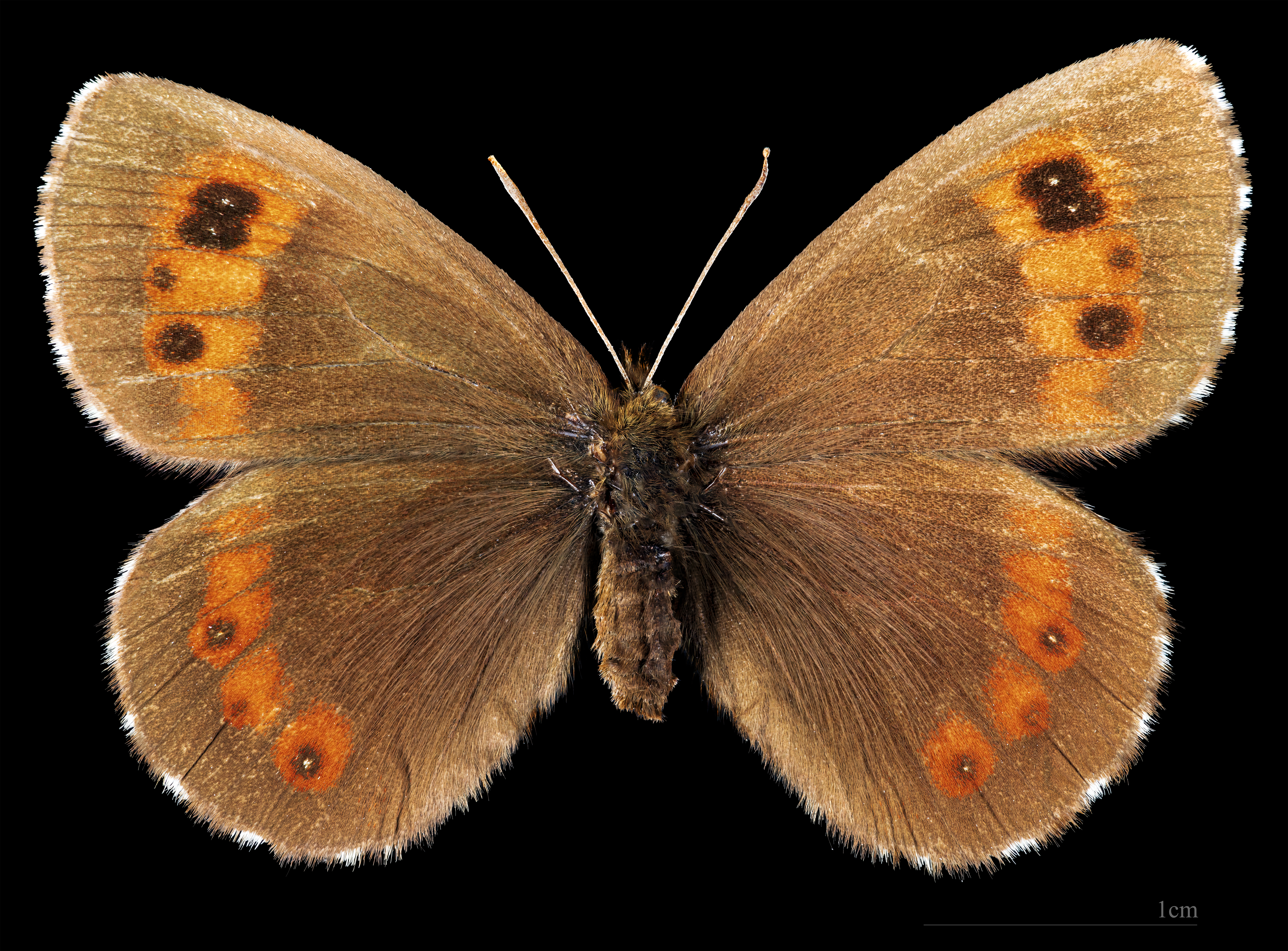
Erebia ligea ligea ♀
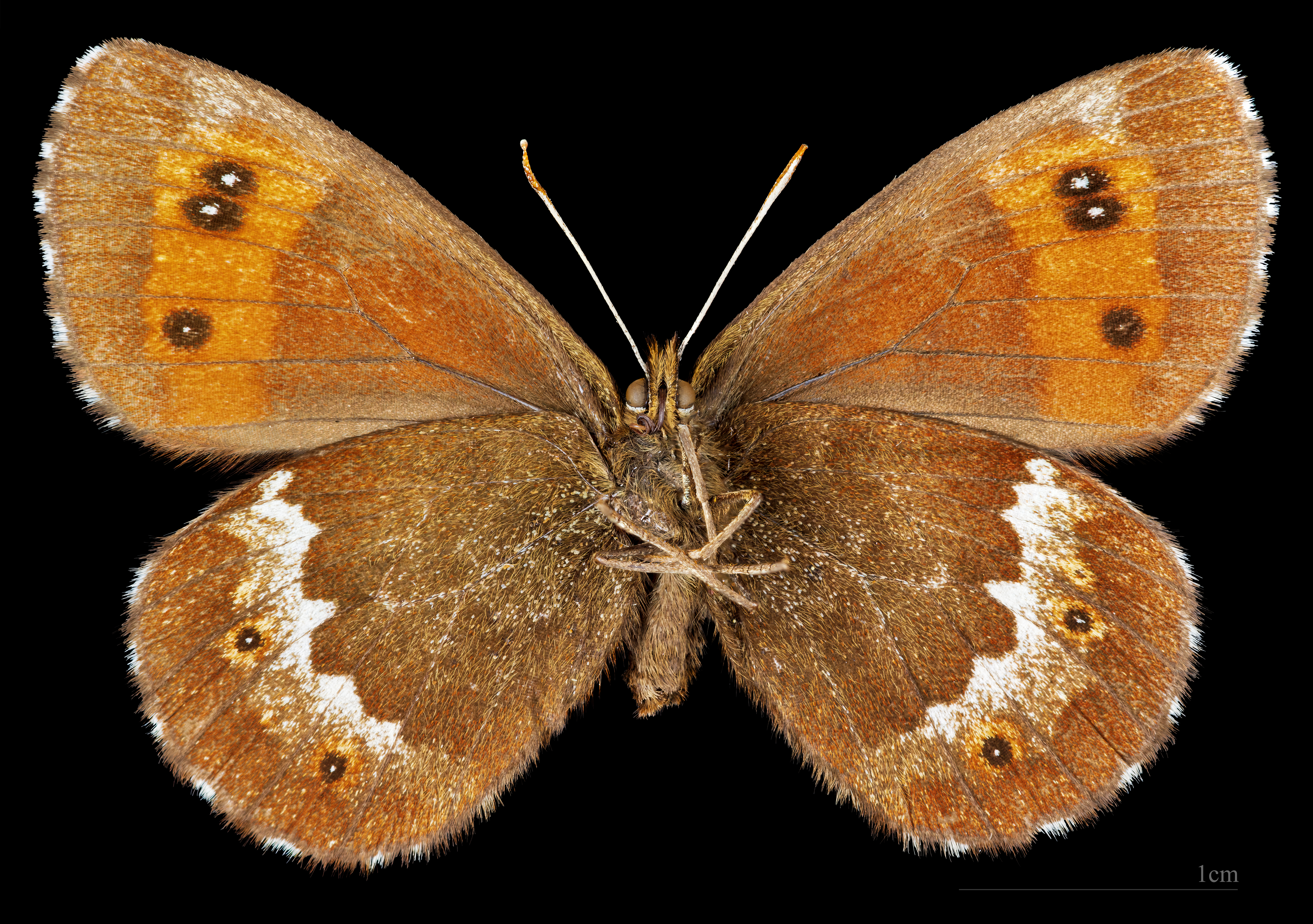
Erebia ligea ligea  ♀ △

|  |

## Életmódja
A fehércsíkú szerecsenlepke nedves rétek és nyirkos erdők lakója. Tápnövényei különféle füvek, leginkább az ujjasmuhar (Digitaria) és a kásafű (Milium effusum).
Repülési ideje június végétől augusztus közepéig, hernyóidőszaka szeptembertől júliusig tart. A frissen kikelt hernyók áttelelnek, a csaknem kifejlődött hernyók második évben is áttelelnek.